# Blue Moon Rendering Tools
Blue Moon Rendering Tools，简写为BMRT，直译为蓝月亮渲染工具集，是最著名的符合RenderMan规范的逼真渲染系统之一，是英伟达已停止开发的Gelato渲染器的前身。BMRT是免费软件，在当时学习RenderMan渲染规范的学生和业内人士中间很流行，它拥有当时的PRMan所没有的一些特性，比如光线跟踪，因此当时皮克斯曾使用BMRT进行光线跟踪渲染。根据Exluna的资料，当时，BMRT用在了《虫虫危机》、《精灵鼠小弟》、《入侵脑细胞》（The Cell）、《透明人》和《女人置上》（Woman on Top）等几个影片里。
BMRT最早由拉里·格里兹在康奈尔大学开发，最早于1990年代早期开始开发，并于1994年发布，然后他被皮克斯召入旗下，并参与PRMan的开发。
最后一个版本的BMRT渲染器是2.6版，发布于2000年11月。第一版的Entropy渲染器，BMRT的继任，是3.0版，发布于2001年7月。
2000年，格里兹离开皮克斯，并成立一个名为Exluna的公司，主要产品就是基于BMRT的Entropy渲染器，增加了一些特性和优化。2002年早期，英伟达收购了Exluna，在收购过程中，皮克斯状告格里兹和Exluna（英伟达），原因包括几个专利、商业秘密和版权问题，Exluna否认侵犯皮克斯的权益。案子最终了结时，BMRT和Entropy被迫停止开发，格里兹和其他的Exluna员工留在英伟达继续开发Gelato渲染器。